# Luetkesaurus
Luetkesaurus es un género extinto de plesiosaurio del Cretácico superior que vivió en lo que ahora es el área de Kursk en el oeste de Rusia. Luetkesaurus fue nombrado por primera vez por V. Kiprijanoff en 1883, en honor al paleontólogo y zoólogo Christian Frederich Luetken; nunca se ha designado ninguna especie tipo. El género se considera dudoso, basado en dientes y vértebras aisladas.